# Georg von Alfthan

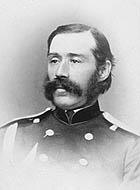
Georg von Alfthan

Georg Freiherr von Alfthan (* 26. Oktober 1828 in Viipuri; † 4. Februar 1896 in Helsinki) war ein Offizier aus dem Großfürstentum Finnland und zuletzt Generalleutnant der Kaiserlich Russischen Armee. Seine Laufbahn als Beamter begann er zwischen 1862 und 1873 als Gouverneur der Provinz Oulo, wo er unter anderem für die Verbesserung des Kommunikationssystems eintrat, und war dann von 1873 bis 1888 Gouverneur der Provinz Uusimaa. Im Anschluss war er von 1888 bis zu seinem Tode 1896 Mitglied der Senat (Suomen Senaatti) genannten Regierung des Großfürstentums und dort zunächst Vorsteher des Militärdepartements, dann Vorsteher des Landwirtschaftsdepartements und zuletzt von 1892 bis 1896 Vorsteher des Verkehrsdepartements. 1866 wurde er in den Adelsstand und 1886 zum Freiherrn (Vapaaherra) erhoben.

## Leben

### Offiziersausbildung, Krimkrieg und kartografische Arbeiten

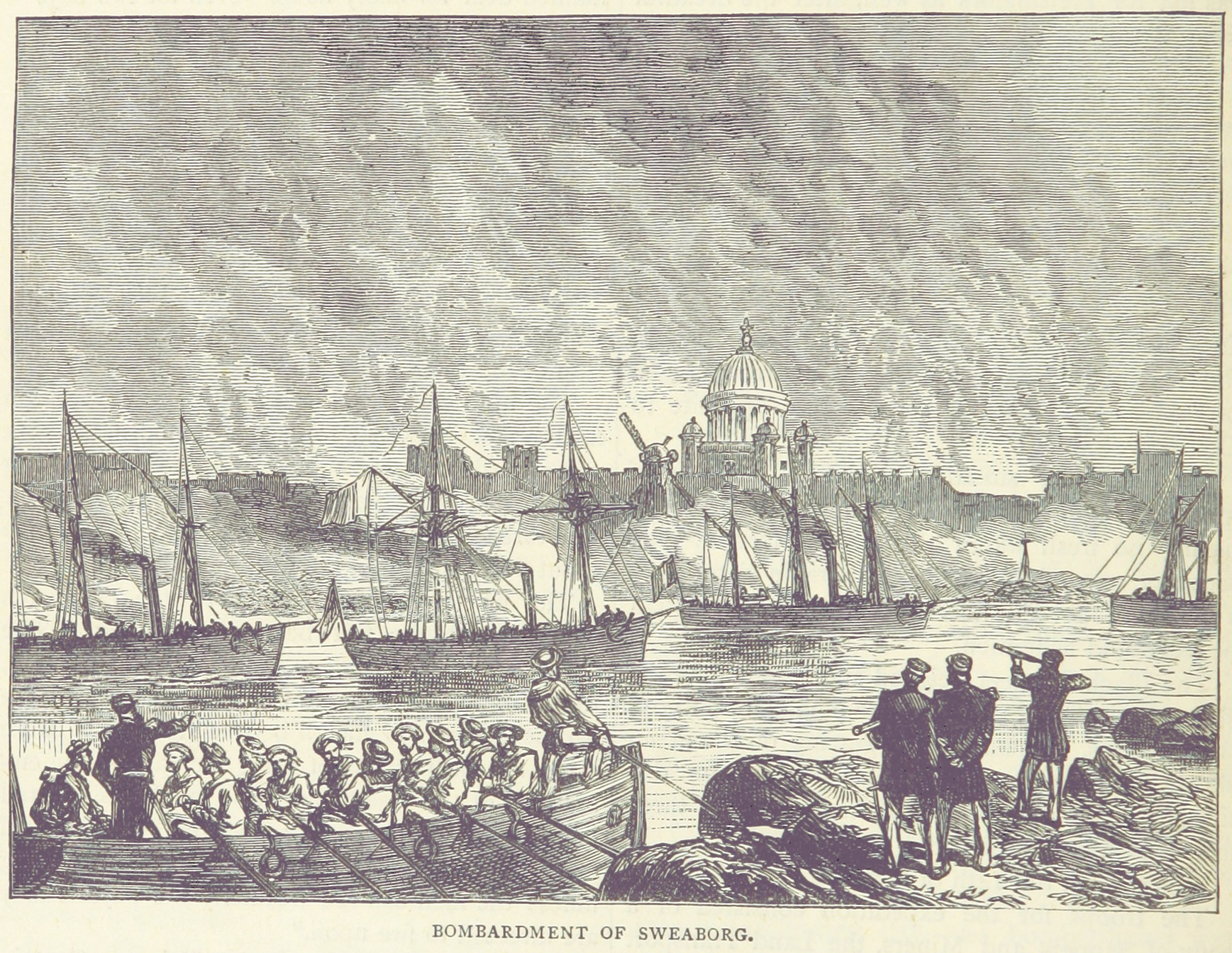
Während des Krimkriegs (1853 bis 1856) nahm Alfthan an der Verteidigung der Festung Viapori (9. bis 11. August 1855) gegen eine anglo-französische Marinedivision teil.

Georg Alfthan war Sohn des Oberregierungssekretärs und Wyborger Großhändlers Anton Alfthan (1792–1854) und Helena Schroeder (1803–1882) und Bruder des Schriftstellers Johannes Alfthan (1830–1893). Zu seinen Neffen gehörte Max Theodor Alfthan (1863–1914), der zwischen 1905 und 1910 ebenfalls Gouverneur der Provinz Uusimaa war, während Generalleutnant Alexis Alfthan sein Cousin war. Er selbst wurde 1841 als Schüler an der finnischen Kadettenschule in Hamina (Haminan Kadettikoulu) aufgenommen. Nach seinem Abschluss wurde er zum Kornett befördert und am 24. August 1846 dem Paavali-Regiment der Leibgarde in Sankt Petersburg zugeteilt. Am 23. April 1848 wurde er zum Unterleutnant befördert und absolvierte als Jahrgangsbester den Kurs für Stabsoffiziere der Zar Nikolai-Generalstabsakademie. Er wurde in die Listen des Generalstabs eingetragen und am 9. März 1851 zum Dienst in der Mustertruppe der Leibgarde beordert. Kurz darauf wurde er am 15. März 1851 zum Leutnant befördert und am 21. März 1852 in das Hauptquartier der Leibgarde versetzt. Am 18. Dezember 1853 wurde er zum Oberleutnant befördert. Am 15. Februar 1854 wurde er der finnischen Truppenabteilung des in Finnland stationierten Militärstabs für besondere Aufgaben zugeteilt und am 1. April 1854 zum Oberadjutanten dieser Abteilung ernannt.
Während des Krimkriegs (1853 bis 1856) nahm Alfthan an der Verteidigung der Festung Viapori (9. bis 11. August 1855) gegen eine anglo-französische Marinedivision teil und wurde am 17. September 1855 zum Hauptmann befördert. Nach Kriegsende wurde er von 1856 bis 1858 beauftragt, topografische Vermessungen in Finnland zu leiten und einen Bericht über die Möglichkeiten zur Verteidigung Finnlands zu erstellen. Seine topographisch-statistische Übersicht über Finnland wurde 1859 in Sankt Petersburg als Materialer till Finlands statistik veröffentlicht. Außerdem wurde 1862 seine Wandkarte von Finnland gedruckt, die sehr bekannt und weit verbreitet wurde. Für seine Verdienste erhielt er am 29. Mai 1857 den Orden der Heiligen Anna Dritter Klasse. Daraufhin wurde er zum Quartiermeister der 1. Infanteriedivision der Leibgarde ernannt und am 10. Juni 1857 als Senior Adjutant für Generalstabsaufgaben in das Hauptquartier der Leibgarde versetzt. Ihm wurde zudem am 20. März 1858 der Orden des Heiligen Wladimir Vierter Klasse verliehen. Er wurde am 20. September 1859 zum Oberst befördert und am 27. März 1860 dem Chef des Stabes der 3. Infanteriedivision der Leibgarde zugeteilt. Zudem erhielt er am 30. August 1860 den Sankt-Stanislaus-Orden Zweiter Klasse.

### Gouverneur der Provinzen Oulu und Uusimaa sowie Erhebungen in den Adelsstand

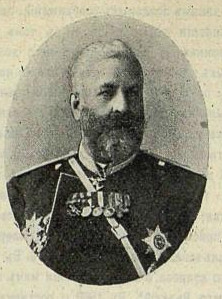
Generalleutnant Victor Napoleon Procopé wurde 1888 Nachfolger von Generalleutnant Georg Freiherr von Alfthan als Gouverneur der Provinz Uusimaa.

Am 24. Mai 1862 wurde Georg Alfthan als Nachfolger von Alexander Lavonius zum amtierenden Gouverneur der Provinz Oulo ernannt. Während dieser Zeit blieb er in den Offizierslisten des Hauptquartiers der Leibgarde eingetragen. Am 31. Juli 1863 erfolgte seine Beförderung zum Generalmajor und zugleich die Ernennung zum ständigen Gouverneur des Provinz Oulu. Er bekleidete dieses Amt bis zum 19. August 1873, woraufhin Otto Nyberg ihn ablöste. Während seiner Amtszeit als Gouverneur der Provinz Oulu förderte von Alfthan energisch die Entwicklung der Verkehrseinrichtungen und Lebensgrundlagen dieser Provinz. Seine Aktionen zur Bekämpfung der Hungersnot (1866 bis 1868) waren bedeutsam. Alfthan wurde am 8. April 1866 in den Adelsstand erhoben, so dass er den Namenszusatz „von“ führte. Die Familie von Alfthan wurde am 25. Januar 1867 als Adelsfamilie 240 in den Orden der finnischen Ritter (Suomen ritarihuonees) aufgenommen. Am 12. April 1868 erhielt er den Orden des Heiligen Wladimir Dritter Klasse sowie ferner  am 4. September 1871 Sankt-Stanislaus-Orden Erster Klasse.
Er wurde am 22. Juni 1873 zum Gouverneur der Provinz Uusimaa ernannt und damit zum Nachfolger von Theodor Thilén. Dieses Amt hatte er bis zu seiner Ablösung durch Victor Napoleon Procopé am 1. Oktober 1888 inne. Als Gouverneur der Provinz Uusimaa erstellte er wie zuvor in der Provinz Oulu Berichte über die Finanzlage und die Verwaltung der Provinz. Seine Berichte über Landwirtschaft, Handel und andere Lebensgrundlagen in der Provinz Oulu (1866 bis 1870) und in der Provinz Uusimaa (1871 bis 1875) sind wertvolle Quellen über den materiellen Fortschritt Finnlands zu dieser Zeit. Am 12. April 1874 wurde er mit dem Orden der Heiligen Anna Erster Klasse ausgezeichnet. Er wurde am 3. März 1879 zum Generalleutnant befördert und blieb immer noch in den Offizierslisten des Hauptquartiers der Leibgarde. Am 12. Juli 1882 wurde er zum Haus- und Hofmeister des Zarenpalastes in Helsinki und zum Kommandeur des Militärs in Helsinki ernannt. Von Alfthan wurde am 22. November 1886 in den Rang eines Freiherrn (Vapaaherra) erhoben und die Familie am 16. Januar 1888 im Orden der finnischen Ritter als Freiherrnfamilie 57 registriert.

### Mitglied des Reichstages und Senator

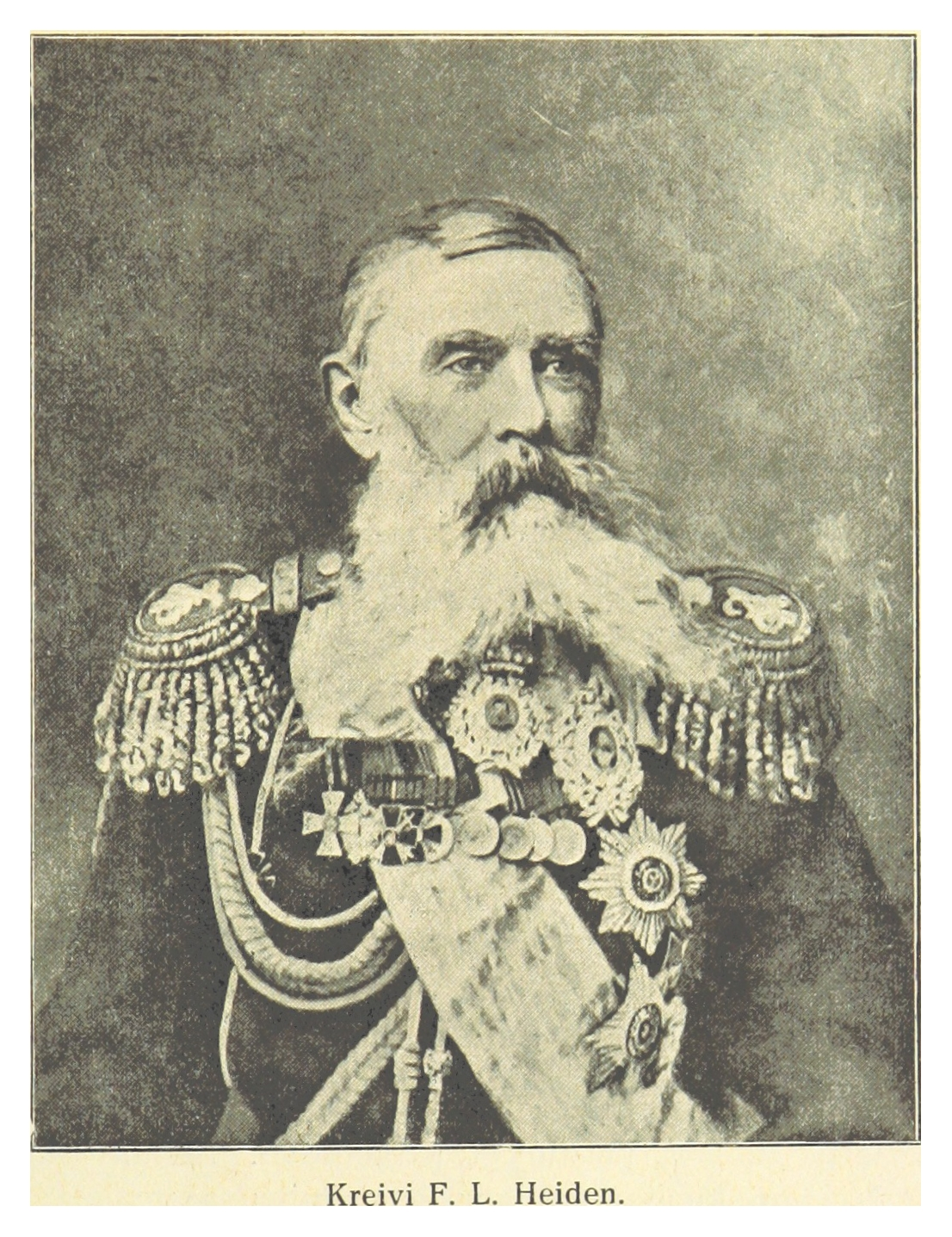
General der Infanterie General Graf Fjodor Loginowitsch Heiden war zwischen 1881 und 1898 Generalgouverneur des Großfürstentums Finnland.

Neben seiner Tätigkeit als Gouverneur war er zwischen 1867 und 1891 auch Mitglied des Landtages (Suomen maapäivät), Vorgänger des heutigen Parlaments. Er war 1872 Mitglied des Wirtschaftsausschusses, von 1877 bis 1878 Vorsitzender des Eisenbahnausschusses und 1882 Vorsitzender des Rechts- und Wirtschaftsausschusses. Der Ausbau des Verkehrswesens, Eisenbahn- und Kanalbau waren Gegenstand seines besonderem Interesses. Er trug maßgeblich zur Fertigstellung der Eisenbahnlinie Helsinki–Oulu 1882 bei und arbeitete zu dieser Zeit auch im Planungsausschuss der Strecke Sankt Petersburg–Murmansk. Ihm wurde außerdem am 27. Mai 1883 der Orden des Heiligen Wladimir Zweiter Klasse sowie am 8. August 1885 der Orden des Weißen Adlers verliehen.
Georg Freiherr von Alfthan wurde am 27. August 1888 Mitglied der Senat (Suomen Senaatti) genannten Regierung des Großfürstentums Finnland. Er wurde anfangs Mitglied des Finanzdepartements des Senats und zudem Vorsteher des Militärdepartements. Kurz darauf wurde er am 1. Dezember 1888 Vorsteher des Landwirtschaftsdepartements und am 23. September 1892 Vorsteher des Verkehrsdepartements, welches er bis zu seinem Tode am 4. Februar 1896 leitete. Als Leiter der Senatsdepartements war er sowohl Mitglied als auch Vorsitzender einiger Ausschüsse, die sich mit heiklen Fragen zwischen Finnland und Russland befassten. Am bedeutsamsten, wenn auch weniger positiv für Finnland, war seine Mitgliedschaft in der am 13. Dezember 1891 in Sankt Petersburg einberufenen Konferenz, deren Aufgabe es war, das vom Generalgouverneur des Großfürstentums Finnland, General der Infanterie General Graf Fjodor Loginowitsch Heiden, ausgearbeitete Memorandum über die finnische Verfassung zu überprüfen. Das Memorandum des Generalgouverneurs wurde angenommen und infolgedessen wurde das Komitee für finnische Angelegenheiten in Sankt Petersburg abgeschafft und dem Generalgouverneur wurde unter anderem die Erlaubnis erteilt, Zeitschriften zu drucken, zu zensieren und abzuschaffen. Ausgangspunkt für Generalleutnant Freiherr von Alfthan war jedoch, Finnlands Interessen auf dem Gebiet der Wirtschaft, Kultur und öffentlichen Bildungsarbeit zu verfolgen: Als Vorsitzender des Direktoriums der Justizvollzugsanstalt Sörnäinen bemühte er sich ganz unvoreingenommen um die Verbesserung des Zustands der Strafvollzugspflege in Finnland.
Georg Alfthan heiratete am 4. Januar 1853 in Sankt Petersburg Ebba Matilda Geschend (1832–1893), Tochter des Militärapothekers und Hochschulrates Samuel Reinhold Geschend (1795–1863) und Lovisa Renata Ehrenmalm (1799–1862). Aus dieser Ehe gingen sechs Söhne und vier Töchter hervor, darunter der Industrielle Anton Reinhold Freiherr von Alfthan und der Chirurg und spätere Parlamentsabgeordnete Kristian Axel von Alfthan.

## Veröffentlichungen
- Materialer till Finlands statistik, 1859